# Salamandra lanzai
Salamandra lanzai é uma espécie de anfíbio caudado pertencente à família Salamandridae. Pode ser encontrada na França e na Itália.